# Cihaur (Simpenan)
Cihaur is een bestuurslaag in het regentschap Sukabumi van de provincie West-Java, Indonesië. Cihaur telt 6687 inwoners (volkstelling 2010).